# Phil Lee
Phil Lee (Londen, 8 april 1943) is een Britse jazz-gitarist.

## Loopbaan
Zoals veel andere jazzmusici maakte Lee voor kortere of van langere duur deel uit van een groot aantal formaties. Het begon met zijn toetreden tot het Britse National Youth Jazz Orchestra, waarmee hij in 1960 optrad op het eerste jazzfestival van Antibes.
Een belangrijk onderdeel van zijn werk is altijd zijn studiowerk geweest. Als studiomuzikant werkte hij met veel musici samen.
In de jaren zeventig draaide Lee mee in het circuit van de Canterbury scene. Met name de samenwerking met Alan Gowen was productief. Met Gowen speelde hij bij Gilgamesh en National Health.
Eind jaren zeventig speelde Lee ook in PAZ. Bij deze groep zou hij meermalen vertrekken en terugkeren. Andere groepen waarin of musici waarmee Lee heeft samengespeeld, zijn onder meer:
- Axel (met Tony Coe)
- Charles Aznavour
- Gordon Beck's nonet
- Jeff Clyne
- Graham Collier band
- Tony Faulkner big band
- Allan Ganley big band
- Michael Garrick
- Mike Gibbs big band
- Benny Goodman
- Eddie Harris
- John Horler
- Lena Horne
- Lee Konitz
- Duncan Lamont big band
- Michel Legrand quartet
- The London Jazz Orchestra
- Henry Lowther's band
- Marian Montgomery
- Ken Peplowski
- Jim Richardson
- Annie Ross
- Bob Starkey Quartet
- Trevor Tomkins
- John Williams Big Band
- Norma Winstone